# Rallye du Portugal 2017
Le Rallye du Portugal 2017 est le 6e rallye du Championnat du monde des rallyes 2017 et la 51e édition de l’épreuve. Il se déroule sur 19 épreuves spéciales. Sébastien Ogier et Julien Ingrassia, au volant d'une Ford Fiesta WRC, remportent le rallye en s'adjugeant cinq spéciales. C'est leur seconde victoire de la saison.

## Participants
| Engagés notables | Engagés notables                | Engagés notables | Engagés notables   | Engagés notables    | Engagés notables           | Engagés notables |
| no               | Classe                          | Pilote           | Copilote           | Voiture             | Engagé                     | Pneus            |
| ---------------- | ------------------------------- | ---------------- | ------------------ | ------------------- | -------------------------- | ---------------- |
| 1                | M-Sport World Rally Team        | WRC              | Sébastien Ogier    | Julien Ingrassia    | Ford Fiesta WRC            | M                |
| 2                | M-Sport World Rally Team        | WRC              | Ott Tänak          | Martin Järveoja     | Ford Fiesta WRC            | M                |
| 3                | M-Sport World Rally Team        | WRC              | Elfyn Evans        | Daniel Barritt      | Ford Fiesta WRC            | D                |
| 4                | Hyundai Motorsport              | WRC              | Hayden Paddon      | Sebastian Marshall  | Hyundai i20 Coupe WRC      | M                |
| 5                | Hyundai Motorsport              | WRC              | Thierry Neuville   | Nicolas Gilsoul     | Hyundai i20 Coupe WRC      | M                |
| 6                | Hyundai Motorsport              | WRC              | Dani Sordo         | Marc Martí          | Hyundai i20 Coupe WRC      | M                |
| 7                | Citroën Total Abu Dhabi WRT     | WRC              | Kris Meeke         | Paul Nagle          | Citroën C3 WRC             | M                |
| 8                | Citroën Total Abu Dhabi WRT     | WRC              | Craig Breen        | Scott Martin        | Citroën C3 WRC             | M                |
| 9                | Citroën Total Abu Dhabi WRT     | WRC              | Stéphane Lefebvre  | Gabin Moreau        | Citroën C3 WRC             | M                |
| 10               | Toyota Gazoo Racing WRT         | WRC              | Jari-Matti Latvala | Miikka Anttila      | Toyota Yaris WRC           | M                |
| 11               | Toyota Gazoo Racing WRT         | WRC              | Juho Hänninen      | Kaj Lindström       | Toyota Yaris WRC           | M                |
| 12               | Toyota Gazoo Racing WRT         | WRC              | Esapekka Lappi     | Janne Ferm          | Toyota Yaris WRC           | M                |
| 14               | M-Sport World Rally Team        | WRC              | Mads Østberg       | Ola Fløene          | Ford Fiesta WRC            | D                |
| 15               | Citroën Total Abu Dhabi WRT     | WRC              | Khalid Al-Qassimi  | Chris Patterson     | Citroën C3 WRC             | M                |
| 21               | OneBet Jipocar World Rally Team | WRC              | Martin Prokop      | Jan Tománek         | Ford Fiesta RS WRC         | D                |
| 22               | Eurolamp World Rally Team       | WRC              | Valeriy Gorban     | Sergei Larens       | Mini John Cooper Works WRC | M                |
| 23               | Jean-Michel Raoux               | WRC              | Jean-Michel Raoux  | Thomas Escartefigue | Citroën DS3 WRC            | D                |
| Source           |                                 |                  |                    |                     |                            |                  |

| Clé   | Clé                                                                             |
| Icône | Classe                                                                          |
| ----- | ------------------------------------------------------------------------------- |
| WRC   | Engagés WRC éligibles pour marquer des points au classement constructeurs       |
| WRC   | Engagés majeurs inéligibles pour marquer des points au classement constructeurs |
| WRC   | Enregistrés pour marquer des points dans le Trophée WRC                         |

## Déroulement de l’épreuve

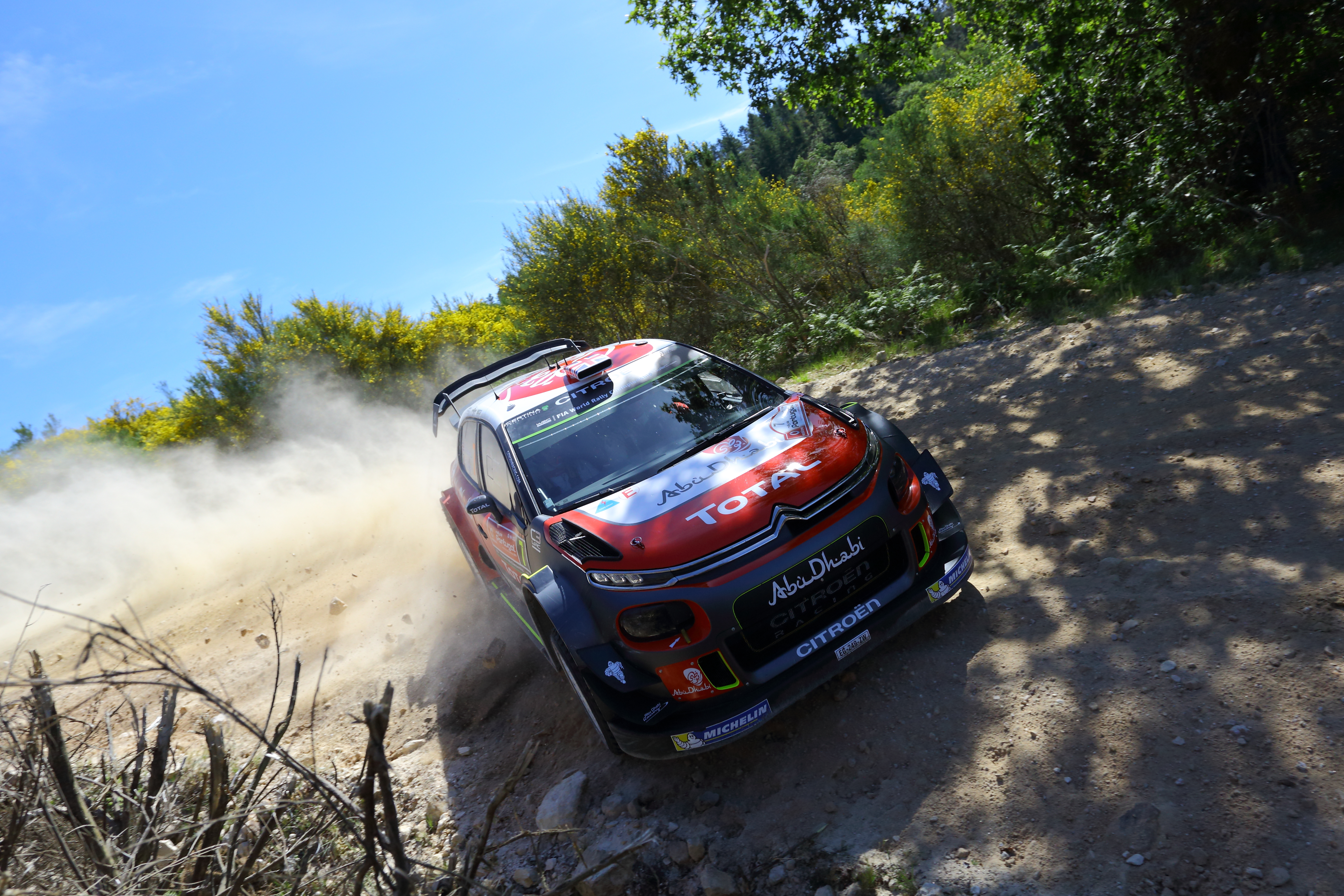
Kris Meeke, auteur d'un bon début de rallye, ici durant ce dernier.

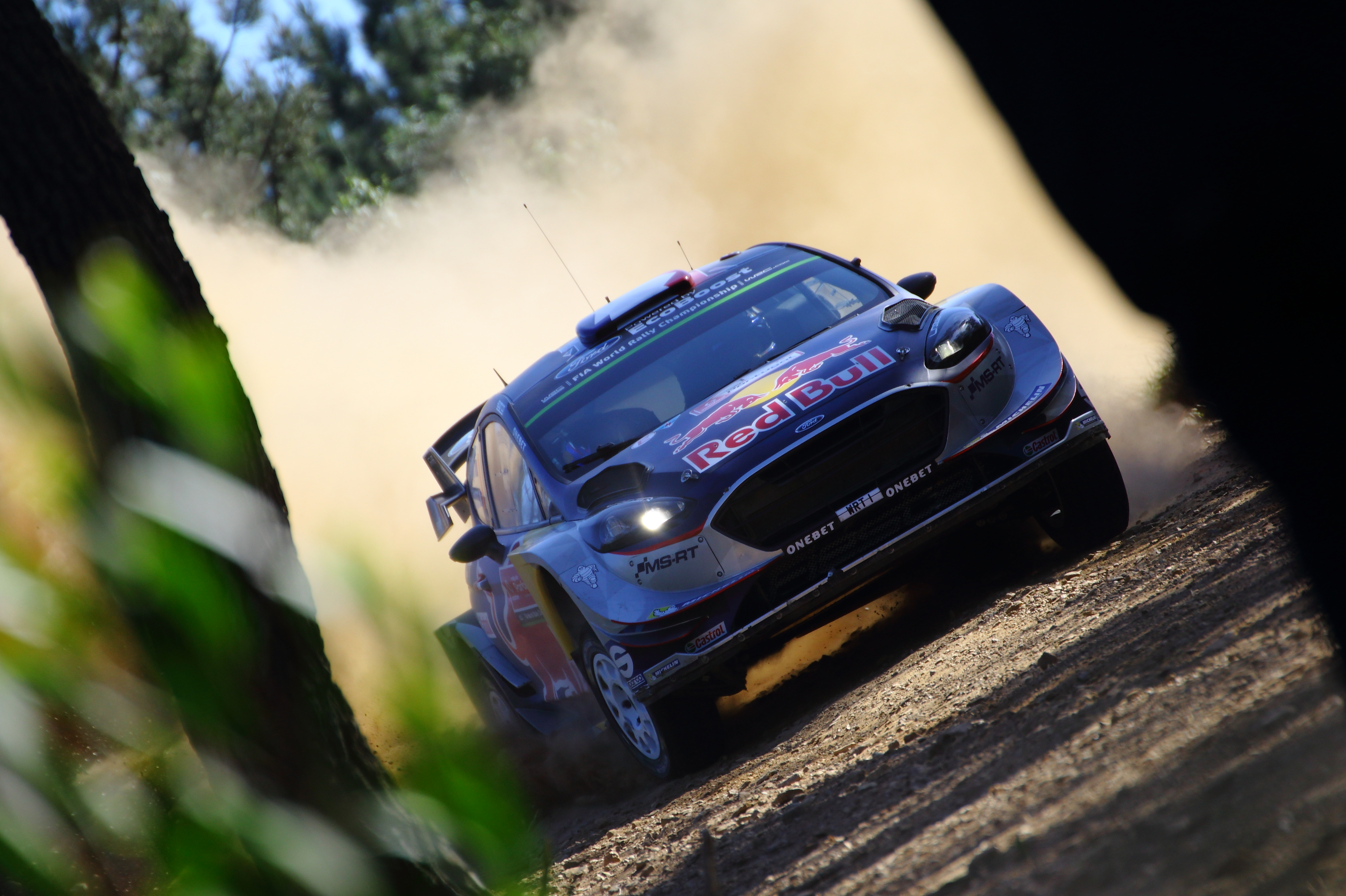
Sébastien Ogier durant le rallye.

Le public est venu en nombre comme c'est souvent le cas au Portugal. Le début du rallye est serré, à tel point que le premier passage dans Ponte de Lima est remporté par trois pilotes ex-aequo et que six pilotes au total pointent en tête de l’épreuve durant la première étape. Ainsi, Jari-Matti Latvala mène le vendredi matin, mais durant le second passage de Ponte de Lima, il part en tonneau à la suite d'un problème de freins et lâche plus de 4 minutes. Il n’est pas le seul à avoir des ennuis, puisque toujours dans cette spéciale, sont écartés de la lutte Kris Meeke, à cause d'une suspension cassée, et Hayden Paddon, dont la voiture est en proie à des problèmes techniques. Tout cela permet à Ott Tänak de mener le rallye, jusqu'à ce qu'une erreur de pilotage endommage sa suspension endommagée et hypothèque ses chances de succès.
Sébastien Ogier est alors en tête du rallye pour la première fois. À la lutte avec Thierry Neuville, il parvient lors de la dernière étape relativement courte à conserver un écart suffisant sur ce dernier pour assurer sa seconde victoire de la saison. Daniel Sordo complète le podium, permettant ainsi à Hyundai de se rapprocher de M-Sport au classement des constructeurs.

## Résultats

### Classement final

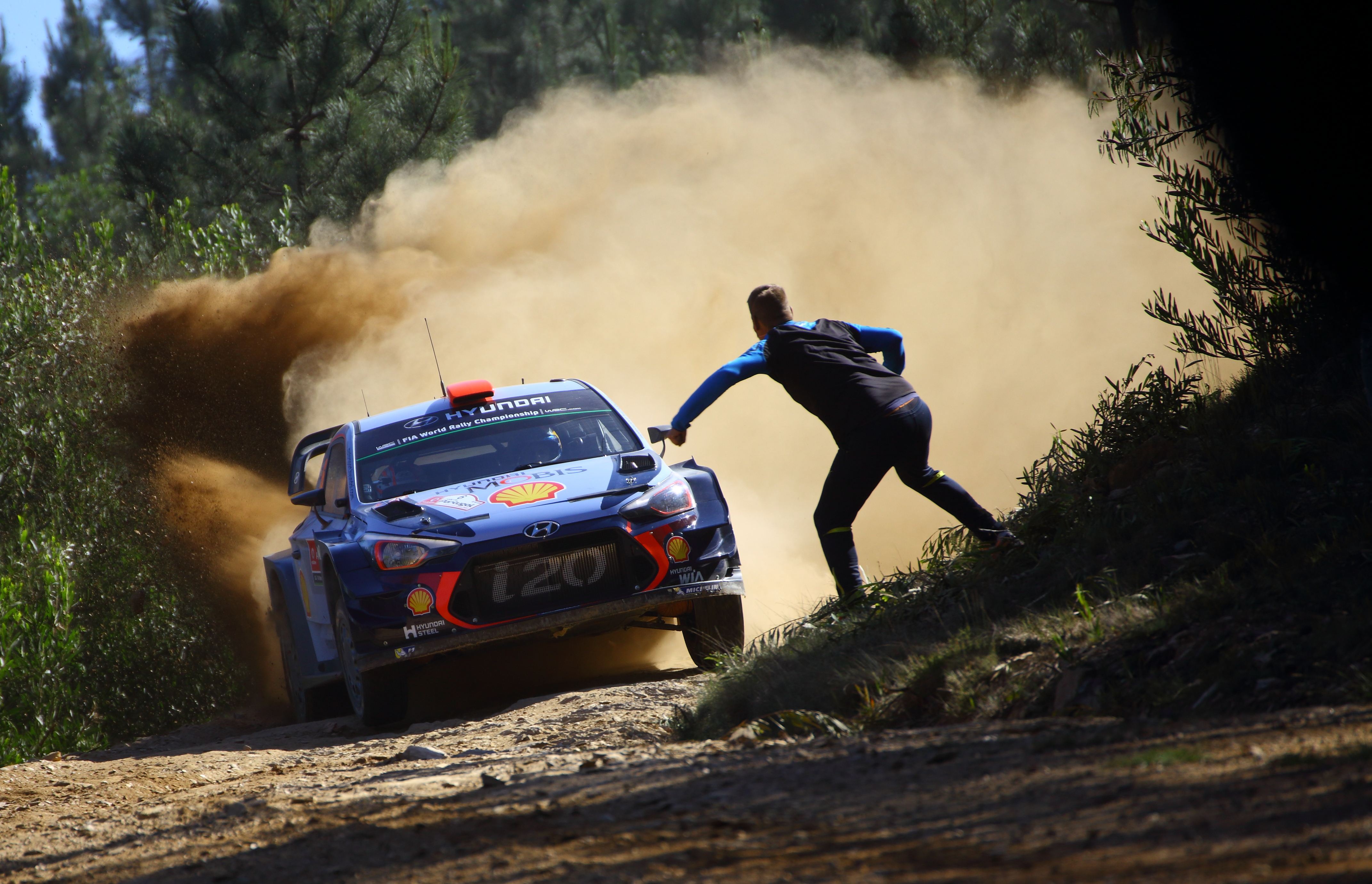
Daniel Sordo, ici durant le rallye, monte sur le podium pour la seconde fois de la saison.

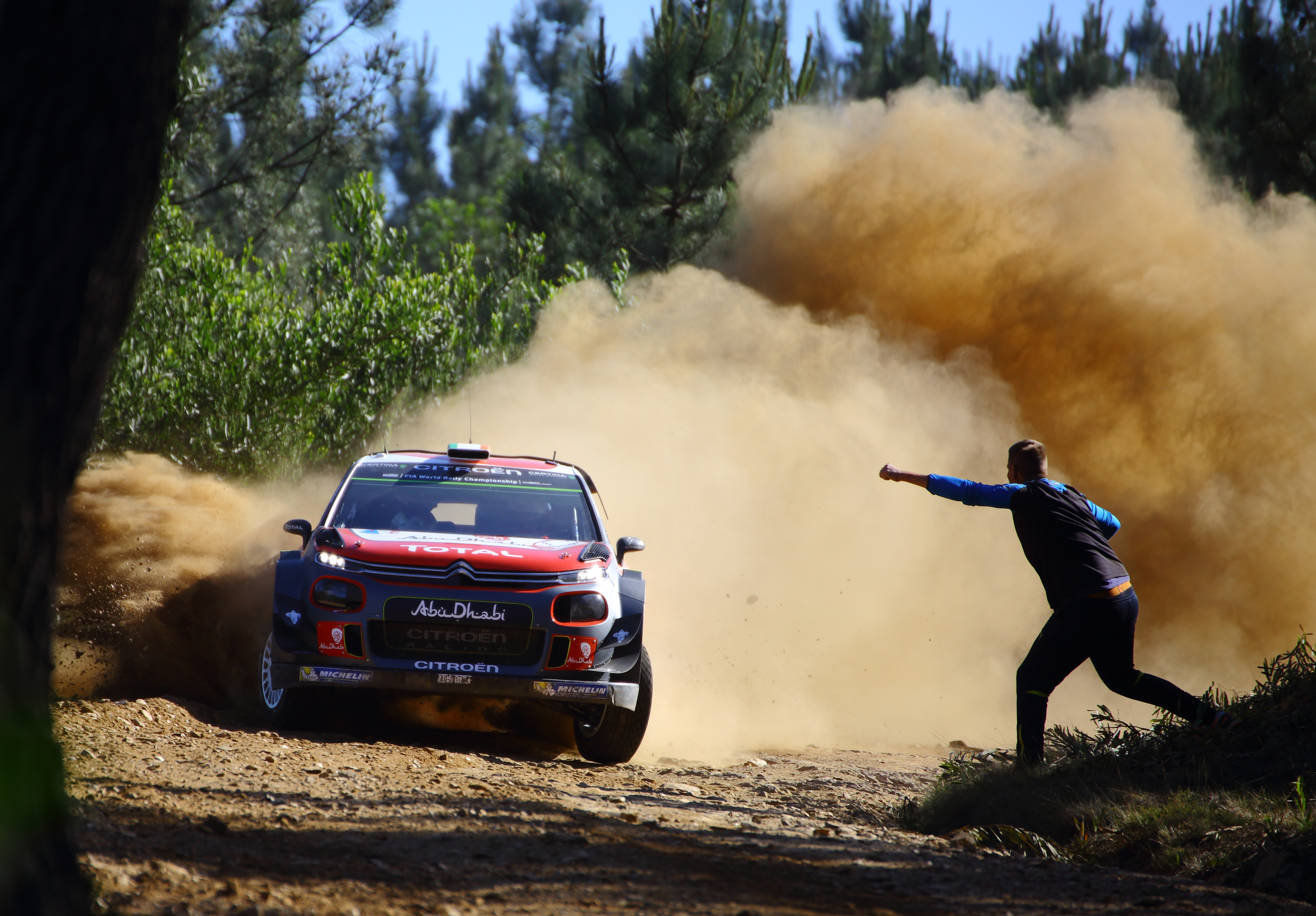
Craig Breen, ici durant le rallye, termine cinquième pour la quatrième fois de la saison.

| Pos. | no | Pilote             | Copilote         | Équipe                      | Voiture               | Classe | Temps             | Diff.         | Points |
| ---- | -- | ------------------ | ---------------- | --------------------------- | --------------------- | ------ | ----------------- | ------------- | ------ |
| 1    | 1  | Sébastien Ogier    | Julien Ingrassia | M-Sport World Rally Team    | Ford Fiesta WRC       | WRC    | 3 h 42 min 55 s 7 | 0 s 0         | 26     |
| 2    | 5  | Thierry Neuville   | Nicolas Gilsoul  | Hyundai Motorsport          | Hyundai i20 Coupe WRC | WRC    | 3 h 43 min 11 s 3 | +15 s 6       | 22     |
| 3    | 6  | Dani Sordo         | Marc Martí       | Hyundai Motorsport          | Hyundai i20 Coupe WRC | WRC    | 3 h 43 min 57 s 4 | +1 min 01 s 7 | 15     |
| 4    | 2  | Ott Tänak          | Martin Järveoja  | M-Sport World Rally Team    | Ford Fiesta WRC       | WRC    | 3 h 44 min 25 s 9 | +1 min 30 s 2 | 17     |
| 5    | 8  | Craig Breen        | Scott Martin     | Citroën Total Abu Dhabi WRT | Citroën C3 WRC        | WRC    | 3 h 44 min 53 s 1 | +1 min 57 s 4 | 10     |
| 6    | 3  | Elfyn Evans        | Daniel Barritt   | M-Sport World Rally Team    | Ford Fiesta WRC       | WRC    | 3 h 46 min 06 s 3 | +3 min 10 s 6 | 11     |
| 7    | 11 | Juho Hänninen      | Kaj Lindström    | Toyota Gazoo Racing WRT     | Toyota Yaris WRC      | WRC    | 3 h 46 min 44 s 6 | +3 min 48 s 9 | 6      |
| 8    | 14 | Mads Østberg       | Ola Fløene       | M-Sport World Rally Team    | Ford Fiesta WRC       | WRC    | 3 h 48 min 25 s 4 | +5 min 29 s 7 | 4      |
| 9    | 10 | Jari-Matti Latvala | Miikka Anttila   | Toyota Gazoo Racing WRT     | Toyota Yaris WRC      | WRC    | 3 h 48 min 39 s 3 | +5 min 43 s 6 | 2      |
| 10   | 12 | Esapekka Lappi     | Janne Ferm       | Toyota Gazoo Racing WRT     | Toyota Yaris WRC      | WRC    | 3 h 51 min 09 s 0 | +8 min 13 s 3 | 3      |

### Spéciales chronométrées

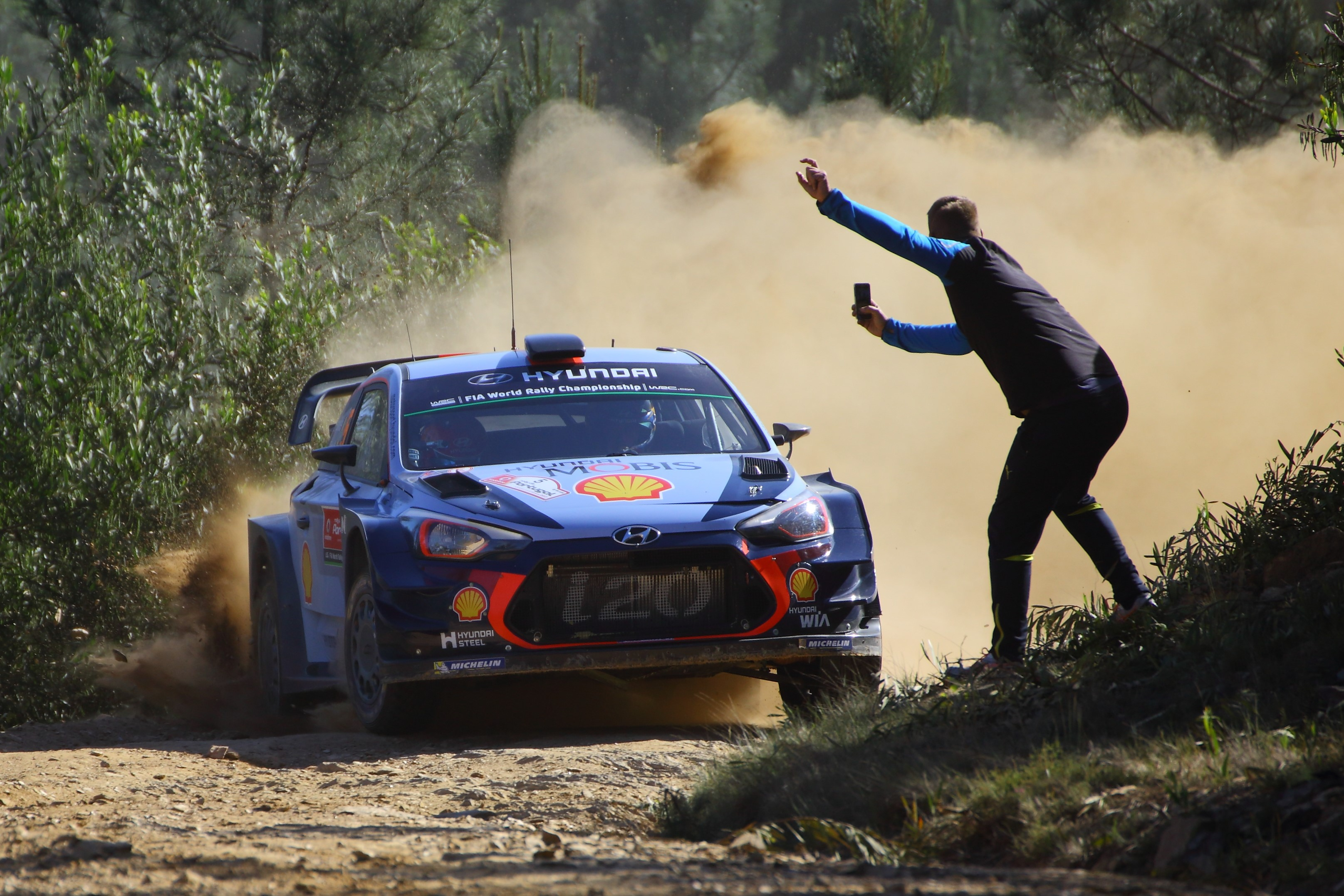
Thierry Neuville, ici durant le rallye, ne parvient à remporter qu'une spéciale, mais termine deuxième du rallye.

| Étape               | Spéciale | Nom                   | Longueur | Vainqueur                        | Voiture                               | Temps         | Meneur du rallye              |
| ------------------- | -------- | --------------------- | -------- | -------------------------------- | ------------------------------------- | ------------- | ----------------------------- |
| Étape 1 (18-19 mai) | SS1      | SSS Lousada           | 3,36 km  | Thierry Neuville Mads Østberg    | Hyundai i20 Coupe WRC Ford Fiesta WRC | 2 min 36 s 6  | Thierry Neuville Mads Østberg |
| Étape 1 (18-19 mai) | SS2      | Viana do Castelo 1    | 26,70 km | Hayden Paddon                    | Hyundai i20 Coupe WRC                 | 15 min 44 s 3 | Hayden Paddon                 |
| Étape 1 (18-19 mai) | SS3      | Caminha 1             | 18,10 km | Jari-Matti Latvala               | Toyota Yaris WRC                      | 10 min 25 s 2 | Jari-Matti Latvala            |
| Étape 1 (18-19 mai) | SS4      | Ponte de Lima 1       | 27,46 km | Ott Tänak Kris Meeke Craig Breen | Ford Fiesta WRC Citroën C3 WRC        | 19 min 14 s 0 | Jari-Matti Latvala            |
| Étape 1 (18-19 mai) | SS5      | Viana do Castelo 2    | 26,70 km | Hayden Paddon                    | Hyundai i20 Coupe WRC                 | 15 min 35 s 6 | Kris Meeke                    |
| Étape 1 (18-19 mai) | SS6      | Caminha 2             | 18,10 km | Thierry Neuville                 | Hyundai i20 Coupe WRC                 | 10 min 25 s 0 | Ott Tänak                     |
| Étape 1 (18-19 mai) | SS7      | Ponte de Lima 2       | 27,46 km | Dani Sordo                       | Hyundai i20 Coupe WRC                 | 19 min 20 s 2 | Ott Tänak                     |
| Étape 1 (18-19 mai) | SS8      | Braga Street Stage 1  | 1,90 km  | Sébastien Ogier                  | Ford Fiesta WRC                       | 1 min 48 s 8  | Ott Tänak                     |
| Étape 1 (18-19 mai) | SS9      | Braga Street Stage 2  | 1,90 km  | Mads Østberg                     | Ford Fiesta WRC                       | 1 min 46 s 5  | Ott Tänak                     |
| Étape 2 (20 mai)    | SS10     | Vieira do Minho 1     | 17,43 km | Sébastien Ogier                  | Ford Fiesta WRC                       | 10 min 46 s 4 | Ott Tänak                     |
| Étape 2 (20 mai)    | SS11     | Cabeceiras de Basto 1 | 22,30 km | Ott Tänak                        | Ford Fiesta WRC                       | 13 min 32 s 6 | Ott Tänak                     |
| Étape 2 (20 mai)    | SS12     | Amarante 1            | 37,55 km | Sébastien Ogier                  | Ford Fiesta WRC                       | 24 min 41 s 5 | Sébastien Ogier               |
| Étape 2 (20 mai)    | SS13     | Vieira do Minho 2     | 17,43 km | Thierry Neuville                 | Hyundai i20 Coupe WRC                 | 10 min 43 s 4 | Sébastien Ogier               |
| Étape 2 (20 mai)    | SS14     | Cabeceiras de Basto 2 | 22,30 km | Sébastien Ogier                  | Ford Fiesta WRC                       | 13 min 31 s 0 | Sébastien Ogier               |
| Étape 2 (20 mai)    | SS15     | Amarante 2            | 37,55 km | Thierry Neuville                 | Hyundai i20 Coupe WRC                 | 24 min 33 s 8 | Sébastien Ogier               |
| Étape 3 (21 mai)    | SS16     | Fafe 1                | 11,18 km | Hayden Paddon                    | Hyundai i20 Coupe WRC                 | 6 min 39 s 7  | Sébastien Ogier               |
| Étape 3 (21 mai)    | SS17     | Luílhas               | 11,91 km | Sébastien Ogier                  | Ford Fiesta WRC                       | 8 min 09 s 7  | Sébastien Ogier               |
| Étape 3 (21 mai)    | SS18     | Montim                | 8,66 km  | Hayden Paddon                    | Hyundai i20 Coupe WRC                 | 5 min 51 s 7  | Sébastien Ogier               |
| Étape 3 (21 mai)    | SS19     | Fafe 2 (Power Stage)  | 11,18 km | Ott Tänak                        | Ford Fiesta WRC                       | 6 min 38 s 3  | Sébastien Ogier               |

### Super spéciale

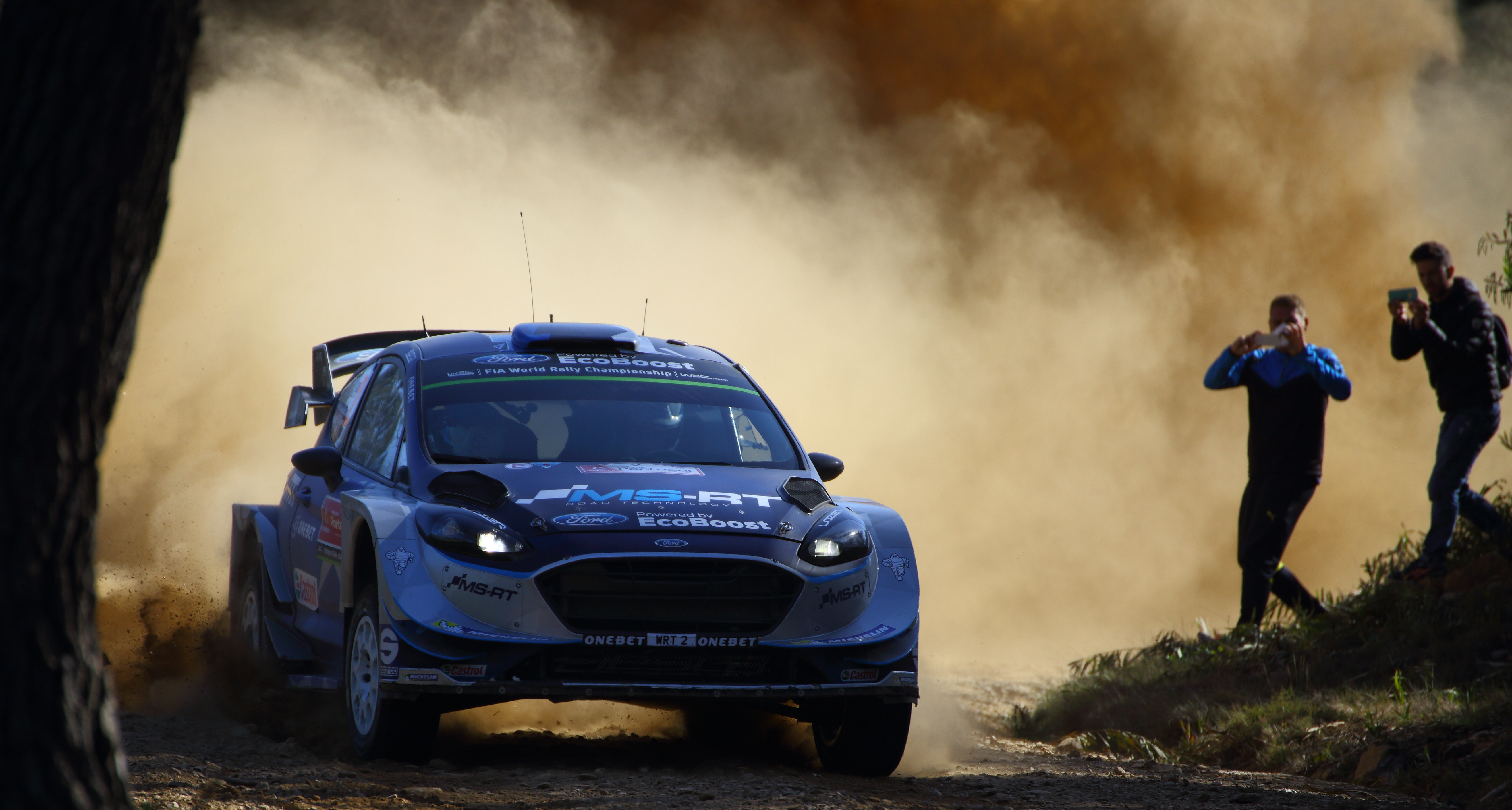
Ott Tänak, ici durant le rallye, remporte la super spéciale.

La super spéciale est une spéciale de 11,18 km courue à la fin du rallye.
| Pos. | Pilote           | Copilote         | Équipe                | Temps        | Différence | Points |
| ---- | ---------------- | ---------------- | --------------------- | ------------ | ---------- | ------ |
| 1    | Ott Tänak        | Martin Järveoja  | Ford Fiesta WRC       | 6 min 38 s 3 |            | 5      |
| 2    | Thierry Neuville | Nicolas Gilsoul  | Hyundai i20 Coupe WRC | 6 min 38 s 7 | +0 s 4     | 4      |
| 3    | Elfyn Evans      | Daniel Barritt   | Ford Fiesta WRC       | 6 min 39 s 8 | +1 s 5     | 3      |
| 4    | Esapekka Lappi   | Janne Ferm       | Toyota Yaris WRC      | 6 min 40 s 0 | +1 s 7     | 2      |
| 5    | Sébastien Ogier  | Julien Ingrassia | Ford Fiesta WRC       | 6 min 40 s 6 | +2 s 3     | 1      |

## Classements au championnat après l'épreuve
|   | Pos. | Pilote             | Points |
| - | ---- | ------------------ | ------ |
|   | 1    | Sébastien Ogier    | 128    |
| 1 | 2    | Thierry Neuville   | 106    |
| 1 | 3    | Jari-Matti Latvala | 88     |
|   | 4    | Ott Tänak          | 83     |
|   | 5    | Dani Sordo         | 66     |

|  | Pos. | Constructeur                | Points |
|  | ---- | --------------------------- | ------ |
|  | 1    | M-Sport World Rally Team    | 199    |
|  | 2    | Hyundai Motorsport          | 173    |
|  | 3    | Toyota Gazoo Racing WRT     | 113    |
|  | 4    | Citroën Total Abu Dhabi WRT | 85     |